# Petrovelia
Petrovelia is een geslacht van wantsen uit de familie beeklopers (Veliidae). Het geslacht werd voor het eerst wetenschappelijk beschreven door Andersen & Weir in 2001.

## Soorten
Het genus bevat de volgende soorten:

- Petrovelia agilis Andersen & Weir, 2001
- Petrovelia katherinae Andersen & Weir, 2001